# Начело законитости
Начело законитости је најважније начело модерног Кривичног права. У прилог томе иде и чињеница да је оно уздигнуто у ранг уставних начела.
Начело законитости најбоље је садржано у латинској сентенци која се приписује Анселму Фојербаху, а која каже: nullum crimen, nulla poena sine lege, одн. није дозвољено кажњавати за одређено кривично дело, ако оно у време извршења није било предвиђено у закону као кривично дело, нити се може за неко кривично дело изрећи казна која у време његовог извршења није ни била предвиђена у закону.
Начело законитости има своја четири сегмента:
1. ( - писан, писмен) - забрањује примену неписаног, обичајног права у Кривичном праву. Сва кривична дела и све казне морају бити плод писаног закона;
2. ( - претходни) - забрањује ретроактивну примену кривичног законодавства, уз изузетак да је ретроактивна примена обавезна, ако је нови закон блажи по учиниоца;
3. ( - одређен, прецизан) - захтева да кривичноправне норме буду што је могуће више одређене, одн. треба избегавати тзв. генералне клаузуле
4. ( - тачан, изричит) - садржи забрану стварања права путем аналогије. Кривични закон мора да обухвата само оно на шта се односи, а не и сличне ситуације.

Кроз начело законитости кривично право обавља пре свега своју гарантивну функцију која је изузетно значајна из аспекта права и слобода грађана и остваривања принципа правне државе. Правна држава не само да штити грађане кривичним правом, она их мора заштитити и од кривичног права. Управо начело законитости служи спречавању самовољног, непредвидљивог кажњавања без закона, или на основу неодређеног или ретроактивног закона.